# Bergsjö socken
Bergsjö socken i Hälsingland ingår sedan 1974 i Nordanstigs kommun och motsvarar från 2016 Bergsjö distrikt.
Socknens areal är 381,70 kvadratkilometer, varav 348,70 land. År 2000 fanns här 3 010 invånare. Tätorten och kyrkbyn Bergsjö med sockenkyrkan Bergsjö kyrka ligger i socknen. 

## Administrativ historik
Bergsjö socken har medeltida ursprung. 
Vid kommunreformen 1862 övergick socknens ansvar för de kyrkliga frågorna till Bergsjö församling och för de borgerliga frågorna bildades Bergsjö landskommun. Landskommunen uppgick 1974 i Nordanstigs kommun.
1 januari 2016 inrättades distriktet Bergsjö, med samma omfattning som församlingen hade 1999/2000.
Socknen har tillhört fögderier, tingslag och domsagor enligt vad som beskrivs i artikeln Hälsingland. De indelta soldaterna tillhörde Hälsinge regemente, Forsa kompani.

## Geografi
Bergsjö socken ligger i nordligaste Hälsinglands inland kring Storsjön och Älgeredssjön. Socknen har kuperad dalgångsbygd vid sjöarna och är i övrigt höglänt sjörik skogsbygd.

## Fornlämningar
Från stenåldern finns boplatser och från järnåldern cirka 200 gravhögar och en fornborg samt Sveriges nordligaste skålgropsföremomst.

## Namnet
Namnet (1344 Bersium) har oklar tolkning. Förleden kan möjligen innehålla Bergh syftande på byn Berge. Efterleden sjö torde syfta på någon av sjöarna i socknen, kanske Kyrksjön.

## Befolkningsutveckling
| Befolkningsutvecklingen i Bergsjö socken 1750–1990                                                       | Befolkningsutvecklingen i Bergsjö socken 1750–1990 | Befolkningsutvecklingen i Bergsjö socken 1750–1990 | Befolkningsutvecklingen i Bergsjö socken 1750–1990 | Befolkningsutvecklingen i Bergsjö socken 1750–1990 |
| --- | -------------------------------------------------- | -------------------------------------------------- | -------------------------------------------------- | -------------------------------------------------- |
| |                                                    |                                                    |                                                    |                                                    |
| År |                                                    |                                                    | Folkmängd                                          |                                                    |
| 1750 | 1750                                               |                                                    | 984                                                |                                                    |
| 1760 | 1760                                               |                                                    | 1 037                                              |                                                    |
| 1769 | 1769                                               |                                                    | 1 183                                              |                                                    |
| 1780 | 1780                                               |                                                    | 1 288                                              |                                                    |
| 1790 | 1790                                               |                                                    | 1 342                                              |                                                    |
| 1800 | 1800                                               |                                                    | 1 470                                              |                                                    |
| 1810 | 1810                                               |                                                    | 1 662                                              |                                                    |
| 1820 | 1820                                               |                                                    | 1 975                                              |                                                    |
| 1830 | 1830                                               |                                                    | 2 317                                              |                                                    |
| 1840 | 1840                                               |                                                    | 2 442                                              |                                                    |
| 1850 | 1850                                               |                                                    | 2 810                                              |                                                    |
| 1860 | 1860                                               |                                                    | 3 036                                              |                                                    |
| 1870 | 1870                                               |                                                    | 3 171                                              |                                                    |
| 1880 | 1880                                               |                                                    | 3 498                                              |                                                    |
| 1890 | 1890                                               |                                                    | 3 500                                              |                                                    |
| 1900 | 1900                                               |                                                    | 3 875                                              |                                                    |
| 1910 | 1910                                               |                                                    | 4 091                                              |                                                    |
| 1920 | 1920                                               |                                                    | 4 392                                              |                                                    |
| 1930 | 1930                                               |                                                    | 4 273                                              |                                                    |
| 1940 | 1940                                               |                                                    | 3 979                                              |                                                    |
| 1950 | 1950                                               |                                                    | 3 786                                              |                                                    |
| 1960 | 1960                                               |                                                    | 3 311                                              |                                                    |
| 1970 | 1970                                               |                                                    | 2 899                                              |                                                    |
| 1980 | 1980                                               |                                                    | 3 096                                              |                                                    |
| 1990 | 1990                                               |                                                    | 3 157                                              |                                                    |
| Anm: Källor: Umeå universitet - Tabellverket 1749-1859, Demografiska databasen, CEDAR, Umeå universitet. |                                                    |                                                    |                                                    |                                                    |